# A1 Team Korea
Het A1 Team Korea was een Zuid-Koreaans raceteam dat deelnam aan de A1 Grand Prix. Eigenaar van het team was Jung-Yong Kim. Het team werd gerund door Carlin Motorsport.
Het seizoen 2008-2009 was het eerste en enige seizoen voor het team. Coureur Hwang Jin-Woo behaalde op Circuit Park Zandvoort vier punten voor het team door naar een zevende plaats te rijden, maar het team moest na de korte race in China afhaken door technische problemen.